# Пик фосфора

История мировой добычи фосфора

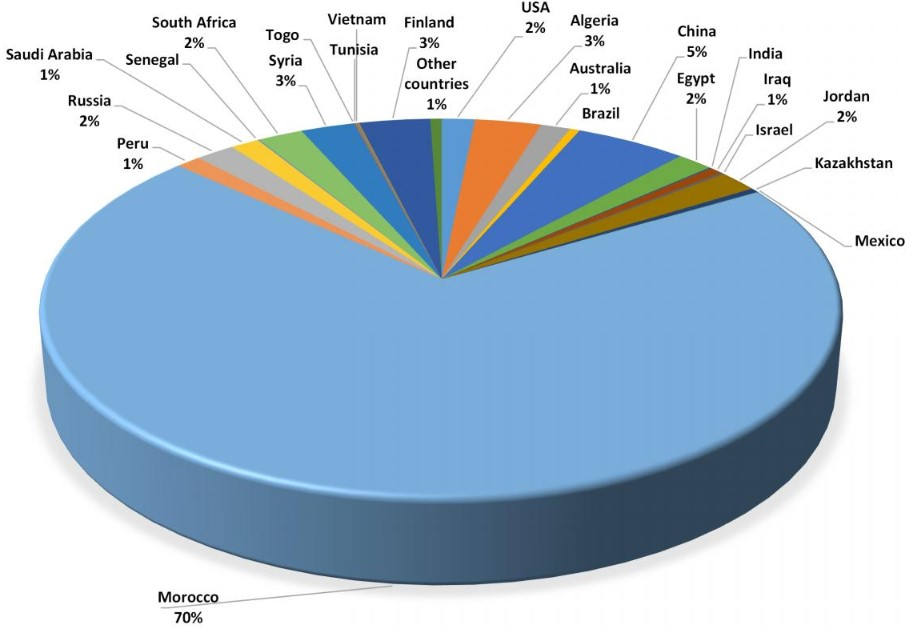
Мировые запасы промышленных фосфоритов по оценкам 2016 года

Пик фосфора — концепция, предполагающая конечность доступных человечеству промышленных запасов фосфора и соответствующий момент достижения максимального объёма производства фосфора. Термин используется аналогично более известному термину пик нефти.
Фосфор является биологически важным элементом, который широко распространен в земной коре и в живых организмах, но относительно редко встречается в крупных концентрированных месторождениях, пригодных для промышленной разработки. Высокая значимость фосфора как микроэлемента для растительности предопределила широкое распространение фосфорных неорганических удобрений. Истощение запасов фосфора может привести к кризису в растениеводстве, сокращению мирового производства продуктов питания и может повлиять на продовольственную безопасность в мире.
По мнению некоторых исследователей, доступные запасы фосфора на Земле могут быть истощены через 50-100 лет, а пик фосфора будет достигнут примерно к 2030 году. Другие предполагают, что поставки будут продолжаться в течение нескольких сотен лет. Как и в отношении сроков пика добычи нефти, этот вопрос все еще не решен однозначно и исследователи в различных областях регулярно публикуют разные оценки запасов фосфоритов.

## Запасы и добыча
Земная кора содержит 0,1 % фосфора по массе, а растительность — от 0,03 до 0,2 %. Типичные породы фосфатных месторождений имеют концентрацию фосфора 1,7-8,7 % по массе. Чаще всего такие месторождения состоят из фосфоритов. Абсолютным лидером по запасам считается Марокко. Значительные запасы есть у Китая, Алжира и Сирии. Страны с наибольшими коммерческими запасами фосфоритов: Марокко 50 млрд тонн, Китай 3,1 млрд тонн, Алжир 2,2 млрд тонн, Сирия 1,8 млрд тонн, Финляндия 1,6 млрд тонн, ЮАР 1,5 млрд тонн, Россия 1,3 млрд тонн, Иордания 1,2 млрд тонн, Египет 1,2 млрд тонн, Австралия 1,1 млрд тонн, США 1.1 млрд тонн.
По оценкам Геологической службы США, мировая добыча в 2016 году составила 261 миллион тонн. В 2014 году лидером по добыче фосфатов стал Китай (100 млн тонн). Второе место у Марокко (30 млн тонн). Далее следуют США (27,1 млн тонн), Россия (10 млн тонн), Бразилия (6,75 млн тонн), Египет и Иордания (по 6 млн тонн), Тунис (5 млн тонн).

### Марокко
В 2010 году концепция пика фосфора в обозримом будущем подверглась переоценке ввиду пересмотра запасов в Марокко с 5,7 млрд тонн, до 51 млрд тонн, что увеличило мировые запасы с 16 млрд тонн до 67 млрд тонн. Тем не менее эта переоценка запасов Марокко подверглась критике по причине слабого обоснования пересмотра гипотетических и предполагаемых ресурсов в доказанные запасы.

### Загрязнение тяжелыми металлами
В 2019 году Продовольственная и сельскохозяйственная организация ООН приняла «Международный кодекс поведения в области устойчивого использования удобрений». Он содержит рекомендации по ограничению применения фосфорных удобрений, содержащих тяжелые металлы и загрязняющие вещества (кадмий, свинец, ртуть, никель, мышьяк), которые могут попасть в почву. Проблема возникла в связи с высокой концентрацией кадмия (> 50 мг/кг) в фосфатных рудах происхождения Африки и Северной Америки, в том числе из Марокко.

## Транспорт фосфора
Фосфор может переноситься из почвы в съедобные растения и с пищей распространяется по всему миру. После употребления человеком он может попасть в местную среду, в реки или океан через канализационные системы. Также значительны потери фосфора при вымывании удобрений с полей.
В попытке отложить начало пика фосфора на практике применяются несколько методов восстановления и повторного использования фосфора. Одним из возможных решений проблемы нехватки фосфора является переработка канализационных стоков с извлечением фосфора. Сокращение стока воды с полей и эрозии почвы может уменьшить непроизводительные потери фосфора. Многолетняя растительность, такая как пастбища или леса, гораздо эффективнее использует фосфат, чем пахотные земли. Полосы лугов и лесов между пахотными землями и реками могут значительно снизить потери фосфатов и других питательных веществ.
Самый старый метод переработки фосфора заключается в повторном использовании навоза и экскрементов человека в сельском хозяйстве как удобрения для полей. Очистные сооружения, имеющие улучшенную стадию биологического удаления фосфора, производят осадок, богатый фосфором. Различные процессы были разработаны для извлечения фосфора непосредственно из осадка сточных вод, из золы после сжигания осадка сточных вод или из других продуктов обработки осадка. Исследования методов извлечения фосфора из осадка сточных вод проводились с 2003 года, но они пока не являются экономически эффективными, учитывая текущую цену фосфора на мировом рынке.